# Jacquemont
Automobiles Jacquemont war ein französischer Hersteller von Automobilen.

## Unternehmensgeschichte
Das Unternehmen aus Paris begann 1922 mit der Produktion von Automobilen. Der Markenname lautete Jacquemont. Konstrukteur war Robert Bourbeau, der zuvor bei Bédélia tätig war. 1925 endete die Produktion.

## Fahrzeuge
Das einzige Modell war ein Cyclecar. Für den Antrieb sorgte ein Einzylindermotor mit 1057 cm³ oder 1097 cm³ Hubraum. Die Motorleistung wurde mittels zweier Riemen an die Antriebsachse übertragen.